# Тихоненко, Андрей Яковлевич
Андрей Яковлевич Тихоненко (1912—1944) — красноармеец Рабоче-крестьянской Красной Армии, участник Великой Отечественной войны, Герой Советского Союза (1945).

## Биография
Андрей Тихоненко родился 12 декабря 1912 года в селе Лубенка (ныне — Чингирлауский район Западно-Казахстанской области Казахстана). После окончания шести классов школы работал трактористом. В 1941 году Тихоненко был призван на службу в Рабоче-крестьянскую Красную Армию. С начала Великой Отечественной войны — на её фронтах.
К июлю 1944 года красноармеец Андрей Тихоненко был пулемётчиком 631-го стрелкового полка 159-й стрелковой дивизии 5-й армии 3-го Белорусского фронта. Участвовал в сражениях на территории Литовской ССР. 16 июля 1944 года Тихоненко в числе первых переправился через Неман в районе деревни Понемоники Алитусского района и принял активное участие в боях за захват и удержание плацдарма на его западном берегу. Во время отражения немецких контратак он уничтожил около 30 солдат и офицеров противника. Оказавшись в окружении вражеских солдат, он подорвал их гранатой вместе с собой. Похоронен в Алитусе.
Указом Президиума Верховного Совета СССР от 24 марта 1945 года красноармеец Андрей Тихоненко посмертно был удостоен высокого звания Героя Советского Союза. Также был награждён орденом Ленина и рядом медалей.
В честь Тихоненко названа улица и установлен бюст на родине.